# Římskokatolická farnost Žibřidice
Římskokatolická farnost Žibřidice (lat. Seifersdorfium) je církevní správní jednotka sdružující římské katolíky na území obecní části Žibřidice a v jejím okolí. Organizačně spadá do libereckého vikariátu, který je jedním z 10 vikariátů litoměřické diecéze. Centrem farnosti je kostel svatého Šimona a Judy v Žibřidicích.

## Historie farnosti
Středověká farnost (plebánie) v místě existovala již před rokem 1350. Tato původní stará farnost zanikla za husitských válek. V období let 1628 – 1651 bylo území spravováno z farnosti Hrádek nad Nisou (lat. Grottavia), následně v letech 1651 – 1662 bylo místo spravováno z farnosti Stráž pod Ralskem (lat. Wartenberga), a od roku 1662 byla v Žibřidicích zřízena samostatná farnost. Matriky jsou zachovány od roku 1651.

### Duchovní správcové vedoucí farnost
Začátek působnosti jmenovaného v duchovní správě farnosti od:
- 1370   Nicolaus
- Franciscus
- 1384   Nicolaus
- 1390   Paulus, † 1391
- 1391   Petrus, † 1395
- 1395   Laurentius
- 1397   Lucas z Dubnice
- 1400   Nicolaus z Křivic, † 1405
- 1405   Joannes
- 1418   Joannes
- 1425   Wenceslaus
- Joannes
- 1671   Georgius Franc. Tergel
- 1676   Martinus Ad. Fischer
- 1681   Michael Anton. Bergmann
- 1687   Urbanus Casp. Steuzel
- 1695   Adalbertus Elger
- 1698   Julius Flixius
- 1700   Max. Schober
- 1705   Joannes Georg. Paul
- 1741   Ignatius Bernt
- Anton. Wacke
- 1754   Josephus Ludwig
- 1755   Jos. Künel
- 1768   Joannes Georg. Waha
- 1772   Franc. Car. Jung, † 15. 10. 1797
- 1797   Anton Appelt
- 1800   par. vacat, cap. Ioann. Lahn
- 1801   Daniel Dittrich
- 1803   Ioann. Lahn, † 7. 2. 1826
- 1811   Jos. Scheer, n. 28. 2. 1784 Leipa, o. 29. 12. 1806, † 25. 5. 1842
- 1815   Wenc. Luh, n. 24. 12. 1785 Christophgrund, o. 23. 4. 1810, † 4. 6. 1860
- 1842   Anton. Ulrich, n. 15. 10. 1786 Reichenberg, o. 17. 8. 1809, † 7. 10. 1865
- 1843   par. vacat, admin. interc. Anton. Rieger
- 1844   Anton. Wenzel, n. 5. 3. 1795 Reichen., o. 24. 8. 1820, † 5. 7. 1864,
- 1865   Jos. Breuer, n. 17. 11 1823 Machendorf, o. 4. 7. 1848, † 10. 7. 1888
- 1889   Jos. Tůma, n. 30. 6. 1851 V. Mýto, o. 14. 7. 1877, † 3. 6. 1919
- 1913   par. vacat, admin. interc. Ferd. Gaudl
- 1. 2. 1913  Ferd. Gaudl, n. 18. 9. 1874 Kaaden, o. 10. 7. 1898, † 21. 4. 1951
- 1. 2.  1947  Jan Böhm
- 1. 5.  1962 Karel Kahoun, admin. exc. z Jablonného v Podještědí
- 1. 7.  1969   Jindřich Václav Gajzler OP, admin. exc. z Jablonného v Podještědí
- 1. 8.  1972  František Antonín Švercl OP, admin. exc. z Jablonného v Podještědí
- 1. 8.  1973   Zdeněk Flejberk, admin. exc. z Jablonného v Podještědí
- 1. 12. 1993  Josef Matura, admin. exc. ze Světlé pod Ještědem
- 1. 1.  1996   Zdeněk Flejberk, admin. exc. z Jablonného v Podještědí
- 15. 1. 1997  Jindřich Václav Gajzler OP admin. exc. z Jablonného v Podještědí
- 1. 10. 2000  Josef Matura, admin. exc. ze Světlé pod Ještědem
- 1. 4.  2003   Jiří Bernard Špaček OP, admin. exc. z Jablonného v Podještědí
- 1. 7.  2005    Augustin Jiří Prokop OP, admin. exc. z Jablonného v Podještědí
- 1. 5. 2006   Česlav Plachý OP, admin. exc. z Jablonného v Podještědí
  - 13. 11. 2007 Bc. Michal Olekšák, trvalý jáhen, admin. exc. in materialibus
- 14. 9. 2009  Ignác Petr Bürgl OP, admin. exc. z Jablonného v Podještědí
- 1. 5. 2010 Jan Rajlich OP, admin. exc. in spiritualibus z Jablonného v Podještědí
- 1. 9.  2013 Savio Pavel Řičica OP, admin. exc. in spiritualibus  z Jablonného v Podještědí
- 1. 8.  2014 Pavel Maria Eduard Mayer OP, admin. exc. in spiritualibus z Jablonného v Podještědí[3]

Kromě kněží stojících v čele farnosti, působili ve farnosti v průběhu její historie i jiní kněží. Většinou pracovali jako farní vikáři, kaplani, katecheté, výpomocní duchovní aj.

## Území farnosti
Do farnosti náleží území obce:
- Žibřidice (Seifersdorf)[p 2]

## Římskokatolické sakrální stavby na území farnosti
| | Fotografie | Stavba                     | Místo     | Bohoslužby                      | Zeměpisné souřadnice             | Status       | Číslo kulturní památky           |
| Kostel | Kostel     | Kostel                     | Kostel    | Kostel                          | Kostel                           | Kostel       | Kostel                           |
| --- | ---------- | -------------------------- | --------- | ------------------------------- | -------------------------------- | ------------ | -------------------------------- |
| 1. |            | Kostel sv. Šimona a Judy   | Žibřidice | bližší informace o bohoslužbách | 50°44′32″ s. š., 14°51′43″ v. d. | farní kostel | 19180/5-4517 (Pk•MIS•Sez•Obr•WD) |
| Kaple |            |                            |           |                                 |                                  |              |                                  |
| 2. |            | Kaple Panny Marie Bolestné | Žibřidice | bližší informace o bohoslužbách | 50°44′13″ s. š., 14°52′48″ v. d. | obecní kaple | —                                |
| Některé drobné sakrální stavby a pamětihodnosti lze dohledat zde v databázi Drobné sakrální památky Zaniklé sakrální stavby lze dohledat zde v databázi Poškozené a zničené kostely, kaple a synagogy v České republice |            |                            |           |                                 |                                  |              |                                  |

Ve farnosti se mohou nacházet i další drobné sakrální stavby, místa římskokatolického kultu a pamětihodnosti, které neobsahuje tato tabulka.

## Příslušnost k farnímu obvodu
Z důvodu efektivity správy byl vytvořen farní obvod (kolatura). Farnost Žibřidice je po materiální stránce spravovaná excurrendo z kolatury farnosti Dlouhý Most a po duchovní stránce je spravovaná excurrendo z kolatury děkanství v Jablonném v Podještědí. Přehled těchto kolatur je uveden v tabulce farních obvodů libereckého vikariátu.